# Vasílis Anastópoulos
Vasílis Anastópoulos (en grec demòtic Βασίλης Αναστόπουλος), (Megalòpolis, 20 de desembre de 1975) és un ciclista grec, professional del 2002 al 2009. Actualment exerceix la funció de director esportiu. Va guanyar diversos cops el campionat nacional en ruta i en contrarellotge.
També va competir en pista.

## Palmarès en ruta
- 1995
  - 1r a la Volta a Rodes i vencedor d'una etapa
- 1997
  - Vencedor d'una etapa a la Volta a Turquia
- 1998
  - Vencedor d'una etapa a la Volta a Grècia
  - Vencedor d'una etapa a la Volta a Iugoslàvia
- 2000
  -  Campió de Grècia en ruta
- 2001
  -  Campió de Grècia en ruta
  -  Campió de Grècia en contrarellotge
- 2002
  - Campió dels Balcans en ruta
  - Vencedor d'una etapa a la Volta a Rodes
  - Vencedor de 2 etapes a la Volta a Grècia
- 2003
  - 1r a la Volta a Grècia i vencedor d'una etapa
- 2004
  -  Campió de Grècia en ruta
- 2005
  -  Campió de Grècia en ruta

## Palmarès en pista
- 1998
  - Medalla d'or al Campió dels Balcans en Puntuació
- 1999
  - Medalla d'or al Campió dels Balcans en Persecució per equips
  -  Campió de Grècia en Puntuació